# Diorella
Diorella è un profumo femminile della casa di moda Christian Dior, lanciato sul mercato nel 1972 ed ancora oggi in produzione.
Appartenente alla famiglia olfattiva "Cipriato-floreale" e classificato come D4f. È confezionato in una bottiglia squadrata dal tappo dorato, disegnata da Serge Mansau. La composizione della fragranza fu invece affidata all'esperto naso di Edmond Roudnitska, che si era distinto presso la maison Dior per aver composto due dei profumi di maggior successo degli anni precedenti, come Diorissimo ed Eau sauvage. Diorella è stato descritto come "la vera essenza dell'eleganza bohema, con uno strano sentore di melone maturo che ancora oggi ha un sapore elegante e decadente".
In anni più recenti, Diorella, insieme ad altri profumi "classici" di Dior (Miss Dior, Dioressence e Diorissimo) è stato messo nuovamente in commercio da Saks Fifth Avenue come parte di una collezione di profumi in edizione speciale chiamata La Collection Particuliere.